# کفر علداد
کفر علداد (به لاتین: Kfar Eldad) یک شهرک یهودی‌نشین در اسرائیل در منطقه گوش اتزیون واقع شده‌است.